# 信濃町立古海小学校
信濃町立古海小学校（しなのちょうりつ ふるみしょうがっこう）は、長野県上水内郡信濃町大字古海にあった公立小学校。

## 概要
1873年（明治6年）に仮称野尻学校が設置された際に古海に支校が設置された。1889年（明治22年）信濃尻村古海支校となった。1894年（明治27年）古海尋常小学校と改称。1923年（大正12年）古海尋常高等小学校と改称した。その後1935年（昭和10年）古海青年学校、1941年（昭和16年）古海国民学校を経て戦後の1947年（昭和22年）に古海小学校と改称した。同じ年、古海中学校が併設されたが1954年（昭和29年）同中学校は統合により信濃尻中学校へ移った。1992年（平成4年）、1873年当時からの歴史を持つ熊坂分校が閉校となった。
1997年、ベラルーシ大統領のアレクサンドル・ルカシェンコが来学した。
新潟県との県境にあたる信濃町の北東部と、町の都市街から少し遠い場所に位置する。校章にはヒメギフチョウが用いられており特色ある教育としてヒメギフチョウを用いている。
平成18年度には児童数が29人となるなどきわめて少ないため（過去数年間に入学者が1人の年もあった）、同町内の別の4小学校（信濃町立野尻湖小学校、信濃町立柏原小学校、信濃町立古間小学校、信濃町立富士里小学校）と統合して1つの小学校となり信濃町立信濃中学校との小中一貫教育を2012年4月より開始。

## 近隣の施設
- 斑尾スキー場